# Interfaith Climate Summit
Interfaith Climate Summit var ett internationellt möte om klimatfrågan över religionsgränserna, på initiativ av Svenska kyrkans ärkebiskop Anders Wejryd.
Interfaith Climate Summit ägde rum i Uppsala 28–29 november 2008. På mötet var ett antal namnkunniga opinionsbildare och företrädare för olika andliga riktningar inbjudna. I en ceremoni i Uppsala domkyrka den 28 november undertecknades ett manifest, ett upprop till FN och världens ledare att vidta nödvändiga politiska åtgärder för att värna vår jord.

## Bakgrund och syfte
Anders Wejryd menar att klimatfrågan är en utmaning för alla människor, till kyrkor och andliga ledare, politiker, ekonomer och folkrörelser.[källa behövs] Syftet med Interfaith Climate Summit var att till världssamfundet presentera ett uppfordrande och hoppfullt etiskt-religiöst budskap om vad som krävs för att hejda växthuseffekten och förebygga effekterna av torka, översvämningar, stormar och andra svåra klimatföljder.
Interfaith Climate Summit lyfte fram trostraditionernas ansvar, bland annat för att hejda den globala uppvärmningen. Utgångspunkten är att religionerna har en gemensam värdegrund när det gäller att bevara skapelsen.

## Seminarier
Under Interfaith Climate Summit hölls en rad kringarrangemang. Ca 50 seminarier och föreläsningar, främst i Uppsala universitet, bidrog till fördjupning i frågor som interreligiös dialog, livsstil, etik och hållbar utveckling, ekonomi, klimatanpassat bistånd, ny teknik, fred och rättvisa. Mötet var öppet för allmänheten och besöktes av ca 1100 personer.
Projektledare för Interfaith Climate Summit var ärkebiskopens kaplan, Ann-Cathrin Jarl.